# Statues-menhirs de la Jasse du Terral
Les statues-menhirs de la Jasse du Terral sont deux  statues-menhirs appartenant au groupe rouergat découvertes à Miolles, près du hameau du Terral, dans le département du Tarn, en France. Les deux statues, l'une masculine et l'autre féminine, sont très complètes et d'une facture exceptionnelle.

## Statue-menhir n°1
Elle a été découverte en septembre 1993 lors d'un labour par M. Boularan dans un champ situé sur une crête dominant la vallée du Rance au nord. Elle est constituée d'une dalle en grès blanc, qui a été transportée sur une dizaine de kilomètres depuis son lieu d'extraction. Elle mesure 1,60 m de long sur 0,64 m de large et 0,16 m d'épaisseur. La pierre est sculptée en bas-relief. C'est une statue-menhir masculine de facture exceptionnelle. Elle comporte tous les caractères anthropomorphes et tous les attributs connus pour ce type de statue-menhir.
Le visage, délimité par un bourrelet, comporte deux yeux de taille démesurée entourés d'un anneau en relief, un long nez, et de part et d'autre de ce dernier deux traits parallèles interprétés comme des tatouages/scarifications. Les mains sont disposées à l'horizontale de part et d'autre de l'anneau de « l'objet » placé sur le baudrier. Le personnage possède quatre pieds, probablement parce que la réalisation des deux premiers, placés trop bas, ne permettaient pas d'enfoncer suffisamment la dalle en terre. Au dos, les crochets-omoplates sont bien représentés. Des bandes verticales, visibles dans la partie supérieure côté recto et sur toute la longueur de la dalle côté verso, représentent les plis d'un vêtement fermé par une ceinture. Dans l'espace compris entre le visage et la main gauche, la statue comporte une hache, un arc et des flèches,.
La statue-menhir est inscrite monument historique au titre d'objet depuis le 14 octobre 2019.

## Statue-menhir n°2
Elle a été découverte en mars 1994 lors d'un labour par M. L. Carayon dans un champ situé sur une crête dominant la vallée du Rance au nord, 250 m de la statue n°1. Elle est en très bon état. Elle est constituée d'une dalle en grès blanc, qui a été transportée sur une dizaine de kilomètres depuis son lieu d'extraction. Elle mesure 1,10 m de haut sur 0,67 m de large et 0,10 m d'épaisseur. C'est une statue-menhir féminine. Elle comporte des caractères anthropomorphes classiques (yeux, seins, bras, mains, jambes et pieds) mais c'est l'une des rares statues-menhirs du groupe rouergat comportant une bouche. Ces attributs sont constitués d'une ceinture et d'une pendeloque portée en sautoir par un collier à rang unique.
Elle se distingue par le traitement du visage, sculpté en relief, qui s'apparente à un masque, et des cheveux, figurés par une longue natte.
La statue-menhir est inscrite monument historique au titre d'objet depuis le 14 octobre 2019.